# Religió al Kirguizstan
Religions al Kirguizstan (2019)
La Constitució i la llei estableixen la llibertat de religió al Kirguizstan, i el Govern, generalment, respecta aquest dret en la pràctica. No obstant això, el poder central va restringir les activitats dels grups islàmics radicals que considerava amenaçador a l'estabilitat i la seguretat i obstaculitzat i també va rebutjar la inscripció d'algunes esglésies cristianes. La Constitució estableix la separació entre la religió i l'Estat, i prohibeix la discriminació basada en la religió o les creences religioses. El Govern no dona suport oficialment a cap religió, no obstant això, des del 6 de maig de 2006 un decret reconeix l'islam i l'ortodòxia russa com a grups religiosos tradicionals.

## Demografia religiosa
L'islam és la religió dominant al Kirguizstan: el 80% de la població és musulmana, mentre que el 17% segueixen l'ortodòxia russa i el 3 % altres religions. Un informe del Centre de Recerca Pew de 2009 indica un major percentatge de musulmans, amb el 86,3% de la població del país que professa l'islam. La majoria dels musulmans ho són sense cap denominació en un 64%, mentre que aproximadament el 23% són sunnites.
Durant l'època soviètica es va encoratjar ateisme d'Estat. Avui, no obstant això, el Kirguizstan és un Estat laic, encara que l'islam ha exercit una influència cada vegada major en la política. Per exemple, hi ha hagut un intent d'organitzar als funcionaris perquè facin la hajj o peregrinació a La Meca, en virtut d'un acord de lliure d'impostos. El Kirguizstan és un país musulmà majoritàriament sunnita i s'adhereix a l'escola de pensament del hanafisme.
Mentre que l'islam a Kirguizstan és més un fons cultural que una pràctica diària per a molts devots, algunes figures públiques han expressat el seu suport a la restauració dels valors religiosos. Per exemple, el defensor dels drets humans Tursunbay Bakir-Ulu va assenyalar: «En aquesta època d'independència, no és d'estranyar que s'hagi produït un retorn a les arrels espirituals, no sols al Kirguizstan, sinó també en altres repúbliques postcomunistes. Seria immoral desenvolupar una societat basada en el mercat i sense una dimensió ètica».
A més, Bermet Akayeva, filla d'Askar Akaiev, expresident del Kirguizstan, va declarar durant una entrevista de juliol de 2007 que l'islam està prenent cada vegada més importància en tot el país. Va posar l'accent que s'havien construït moltes mesquites recentment i que els kirguises eren cada vegada més dedicats a l'islam, que va assenyalar "no és una cosa dolenta en si mateix. Manté la nostra societat més moral, més neta". Hi ha una ordre sufí contemporània actual que dona una forma una miqueta diferent de l'islam que l'islam ortodox.
Les altres religions practicades al Kirguizstan inclouen versions de l'ortodòxia russa i ucraïnesa del cristianisme, practicades principalment per russos i ucraïnesos ètnics, respectivament. Una petita minoria d'alemanys ètnics són també cristians, en la seva majoria luterans i anabaptistes. Hi ha aproximadament uns 5.000 testimonis de Jehovà, així com una comunitat catòlica d'aproximadament 600 fidels.
Algunes tradicions animistes sobreviuen, igual que les influències del budisme, com la vinculació de les banderes d'oració en els arbres sagrats, encara que alguns veuen aquesta pràctica arrelada dins de l'islamisme sufí. També hi ha un petit nombre de jueus de Bukharà que viuen al Kirguizstan, però durant el col·lapse de la Unió Soviètica van fugir a altres països, principalment els Estats Units i Israel. A més, hi ha una petita comunitat de jueus asquenazites, que van fugir cap al Kirguizstan des d'Europa de l'Est durant la Segona Guerra Mundial.
El 6 de novembre de 2008, el Parlament del Kirguizstan va aprovar per unanimitat una llei que augmenta el nombre mínim d'adherents per al reconeixement d'una religió de 10 a 200 fidels. També va deixar fora de la llei l'«acció agressiva de proselitisme» i va prohibir l'activitat religiosa a les escoles i totes les activitats de les organitzacions no registrades. Va ser signat pel president Kurmanbek Bakiev el 12 de gener de 2009.